# Spice Up Your Life
Singles de Spice Girls
Who Do You Think You Are
(1997) Too Much
(1997)
Spice Up Your Life est une chanson interprétée par le groupe Spice Girls, premier extrait de l'album Spiceworld. Le single sort le 13 octobre 1997 au Royaume-Uni. Le titre est écrit par les Spice Girls, ainsi que Richard Stannard et Matt Rowe,.
La chanson est un succès mondial immédiat, se classant à la première place des charts britanniques dès sa sortie, devenant le cinquième numéro 1 consécutif des Spice Girls au Royaume-Uni et faisant d'elles les premières artistes dont les cinq premiers singles sont arrivés en tête des ventes dans ce pays. Elle se classe également à la première place en Roumanie, Argentine et l’Écosse,,. Elle s’érige à la troisième meilleure vente de singles à L’Europe Chart.
Elle se classe dans le top 2 dans de nombreux pays comme le Danemark, l'Espagne, la Finlande, la France, l‘Irlande, l’Italie, les Pays-Bas, la Norvège, la Suède et la Suisse,,,,,.
Au niveau mondial, la chanson est considérée comme un classique de la musique pop moderne,,.

## Historique
Après avoir triomphé avec leur premier opus Spice, qui avait déclenché la « Spice Mania », un phénomène de société mondial, équivalent à celui de la « Beatlemania »,,,,, les Spice Girls commencent alors à travailler sur un projet de film et d'album tous deux intitulés Spiceworld,.

## Structure
Spice Up Your Life est une musique pop aux influences latines, qui parle de positivité ainsi que de faire la fête, tout en s’amusant du succès du groupe.

## Performance commerciale

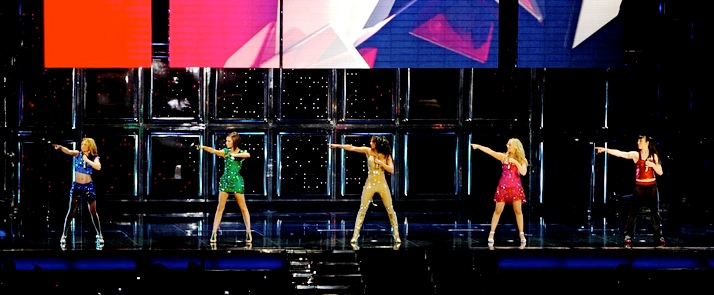
Spice Girls se produire sur scène

La chanson est un succès mondial immédiat, se classant à la première place des charts britanniques dès sa sortie, devenant le cinquième numéro 1 consécutif des Spice Girls au Royaume-Uni et faisant d'elles les premières artistes dont les cinq premiers singles sont arrivés en tête des ventes dans ce pays. Elle se classe également à la première place en Roumanie, Argentine et l’Écosse,,. Elle s’érige à la troisième meilleure vente de singles à L’Europe Chart.
Elle se classe dans le top 2 dans de nombreux pays comme le Danemark, l'Espagne, la Finlande, la France, l‘Irlande, l’Italie, les Pays-Bas, la Norvège, la Suède et la Suisse,,,,,.

## Clip vidéo
Le vidéoclip qui accompagne la chanson, est réalisé par Marcus Nispel,. Il y montre les cinq chanteuses chantant et dansant dans un vaisseau spatial futuriste, inspiré par le film Blade Runner.
Le vidéoclip remporte le de la meilleure vidéo lors des Edison Music Awards en 1998 et est nommé comme la meilleure vidéo de l’année lors des Brit Awards 1998.

## Impact et héritage culturel
Au niveau mondial, la chanson est considérée comme un classique de la musique pop moderne,,.

## Liste et formats
| - Royaume-Uni CD1/Australie CD1/Japon CD/Sud Africain CD/Taiwain CD1/US CD 1. Spice Up Your Life (Stent Radio Mix) – 2:53 2. Spice Up Your Life (Morales Radio Mix) – 2:48 3. Spice Up Your Life (Stent Radio Instrumental) – 2:53 4. Spice Invaders – 3:48 - Royaume-Uni CD2/Australie CD2/Brésil CD/Taiwan CD2 1. Spice Up Your Life (Stent Radio Mix) – 2:53 2. Spice Up Your Life (Morales Carnival Club Mix) – 11:30 3. Spice Up Your Life (Murk Cuba Libre Mix) – 8:05 - Europe 2-track CD 1. Spice Up Your Life (Stent Radio Mix) – 2:53 2. Spice Invaders – 3:48 - Royaume-Uni 12" vinyl single 1. A1: Spice Up Your Life (Morales Carnival Club Mix) – 11:30 2. B1: Spice Up Your Life (Murk Cuba Libre Mix) – 8:05 3. B2: Spice Up Your Life (Morales Beats) – 5:51 4. C1: Spice Up Your Life (Morales Drums & Dub Mix) – 11:07 5. D1: Spice Up Your Life (Murk Sugar Cane Dub) – 8:38 6. D2: Spice Up Your Life (Murk Spider Beats) – 3:41 | - US 12" vinyl single 1. A1: Spice Up Your Life (Morales Carnival Club Mix) – 11:30 2. A2: Spice Up Your Life (Morales Radio Mix) – 2:48 3. B1: Spice Up Your Life (Murk Cuba Libre Mix) – 8:05 4. B2: Spice Up Your Life (Stent Radio Mix) – 2:53 5. B3: Spice Up Your Life (Stent Radio Instrumental) – 2:53 - 2007 Digital EP 1 1. Spice Up Your Life (Morales Radio Mix) – 2:48 2. Spice Up Your Life (Murk Cuba Libre Mix) – 8:05 3. Spice Up Your Life (Morales Drums & Dub Mix) – 11:07 4. Spice Up Your Life (Murk Sugar Cane Dub) – 8:38 5. Spice Up Your Life (Murk Spider Beats) – 3:41 - 2007 Digital EP 2 1. Spice Up Your Life (Stent Radio Mix) – 2:55 2. Spice Up Your Life (Morales Carnival Club Mix) – 11:30 3. Spice Up Your Life (Morales Beats) – 5:53 4. Spice Invaders – 3:38 5. Spice Up Your Life (Stent Radio Instrumental) – 2:54 |

## Classements hebdomadaires
| Chart (1997)                         | Peak position |
| ------------------------------------ | ------------- |
| Argentine                            | 1             |
| Australie                            | 8             |
| Autriche                             | 12            |
| Flandre                              | 4             |
| Wallonie                             | 2             |
| Canada                               | 2             |
| Danemark                             | 2             |
| Pays-Bas                             | 2             |
| Europe                               | 3             |
| Finlande                             | 2             |
| France                               | 3             |
| Allemagne                            | 14            |
| Irlande                              | 2             |
| Italie                               | 3             |
| Japon                                | 2             |
| Nouvelle-Zélande                     | 2             |
| Norvège                              | 3             |
| Roumanie                             | 1             |
| Scottish Singles Chart               | 1             |
| Espagne                              | 2             |
| Suède                                | 2             |
| Suisse                               | 5             |
| Royaume-Uni                          | 1             |
| US Billboard Hot 100                 | 18            |
| US Billboard Hot Dance Club Play     | 4             |
| US Billboard Hot Dance Singles Sales | 22            |
| US Billboard Mainstream Top 40       | 37            |
| US Billboard Rhythmic Top 40         | 27            |